# Ribeira Funda (Lajes das Flores)
Ribeira Funda (Lajes das Flores) é um curso de água português localizado no concelho das Lajes das Flores, ilha das Flores, arquipélago dos Açores.
A Ribeira Funda tem origem a uma cota de cerca de 600 metros de altitude, nas imediações a Lagoa Funda das Lajes.
A sua bacia hidrográfica procede à drenagem de uma vasta área e recebe vários afluentes entre os quais os que procedem à drenagem de parte dos contrafortes do Pico da Pedrinha. 
O seu curso de água que desagua no Oceano Atlântico, fá-lo na costa próximo da Lomba, entre a Lomba de Baixo e a Fazenda.  